# Liste des autoroutes de la Biélorussie

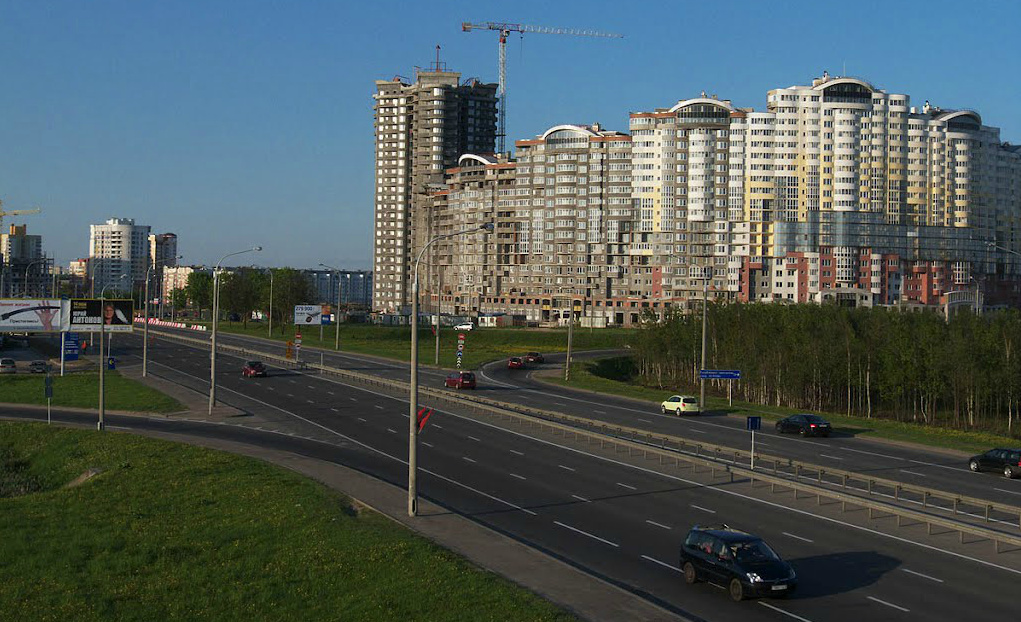
L'autoroute М9, périphérique de Minsk à 2×3 voies.

La Biélorussie est un des pays d'Europe de l'Est qui possède le plus d'autoroutes par rapport à sa superficie. On compte en 2017 plus de 1400 km d'autoroutes en service (магістраль en biélorusse) à travers tout le pays. Les portions d'autoroutes mises aux normes sont payantes et limitées à 120 ou 100 km/h, tandis que les autres sont gratuites et limitées à 90 km/h, comme les simples routes. La lettre M signifie Magistrale et est toujours suivie d'un nombre.
Le statut routier est différent du nôtre en Biélorussie. En effet, on classe une route par sa position géographique et son importance plutôt que par son apparence et ses caractéristiques comme on peut le faire en Europe occidentale, par exemple. Autrement dit, sur les 12 « autoroutes » actuelles, plusieurs ne possèdent qu'une voie dans chaque direction.
Les autoroutes biélorusses sont relativement récentes, de bonne qualité et jalonnées par des aires de repos et de nombreuses stations-service. Un programme de reconstruction des routes est en cours afin de mettre toutes les « autoroutes » à 2×2 voies minimum.
Officiellement, aucune route du pays n'est classée comme autoroute du point de vue juridique, bien que le statut existe... La M1 possède le statut de « route pour automobiles » tandis que toutes les autres sont considérées comme des routes ordinaires.

## Péage
Le 1er juillet 2013, le système de paiement électronique « Beltoll » remplaça le péage ordinaire qui se faisait grâce à des barrières situées le long des autoroutes. Il faut désormais se procurer un boîtier et l'alimenter en argent par carte bancaire dans les centres Beltoll, concentrés près des frontières, dans les villes principales et disséminés le long des axes payants. Cet argent est automatiquement débité lorsque le véhicule passe sous un portique de péage, sans même devoir s'arrêter ou ralentir,.
| Véhicule | Définition                                                          | Tarif                 |
| -------- | ------------------------------------------------------------------- | --------------------- |
|          | Véhicule motorisé de moins de 3,5 tonnes                            | 0,04 € par kilomètre  |
|          | Véhicule motorisé de plus de 3,5 tonnes possédant 2 essieux         | 0,09 € par kilomètre  |
|          | Véhicule motorisé de plus de 3,5 tonnes possédant 3 essieux         | 0,115 € par kilomètre |
|          | Véhicule motorisé de plus de 3,5 tonnes possédant 4 essieux ou plus | 0,145 € par kilomètre |

## Autoroutes
| Nom                  | Parcours                                | Longueur totale                 | Dont 2x2 voies et plus | En construction | En projet | Péage               |
| -------------------- | --------------------------------------- | ------------------------------- | ---------------------- | --------------- | --------- | ------------------- |
|                      | Frontière PL - Minsk - Frontière RU     | 611 km                          | 611 km (100 %)         | 0 km            | 0 km      | Oui (intégralité)   |
|                      | Minsk - Aéroport international de Minsk | 34 km                           | 34 km (100 %)          | 0 km            | 0 km      | Oui (km 5 - km 32)  |
|                      | Minsk - Vitebsk                         | 254 km                          | 44 km (17,3 %)         | 0 km            | 0 km      | Oui (km 1 - km 33)  |
|                      | Minsk - Mahiliow                        | 182 km (dont 12 km avec la M5)  | 182 km (100 %)         | 0 km            | 0 km      | Oui (km 2 - km 178) |
|                      | Minsk - Homiel                          | 296 km (dont 12 km avec la M4)  | 296 km (100 %)         | 0 km            | 0 km      | Oui (km 2 - km 130) |
|                      | Minsk - Hrodna - Frontière PL           | 262 km (dont 47 km avec la M7)  | 262 km (100 %)         | 0 km            | 0 km      | Oui (km 1 - km 45)  |
|                      | Minsk - Frontière LT                    | 138 km (dont 47 km avec la M6)  | 47 km (34,1 %)         | 0 km            | 0 km      | Oui (intégralité)   |
|                      | Frontière RU - Homiel - Frontière UA    | 456 km (dont 20 km avec la M10) | 0 km (0 %)             | 0 km            | 117 km    | Non                 |
|                      | Rocade autoroutière de Minsk            | 56 km                           | 56 km (100 %)          | 0 km            | 0 km      | Non                 |
|                      | Frontière RU - Homiel - Kobryn          | 526 km (dont 20 km avec la M8)  | 35 km (6,5 %)          | 0 km            | 94 km     | Non                 |
|                      | Frontière LT - М1                       | 191 km                          | 0 km (0 %)             | 0 km            | 0 km      | Non                 |
|                      | Kobryn - Frontière UA                   | 55 km                           | 0 km (0 %)             | 0 km            | 0 km      | Non                 |
|                      | Seconde rocade autoroutière de Minsk    | 88 km                           | 88 km (100 %)          | 0 km            | 0 km      | Non                 |
| Total des autoroutes | Total des autoroutes                    | 3072 km                         | 1441 km                | 152 km          | 191 km    | /                   |